# ليونيد سيدوف
ليونيد سيدوف (بالروسية: Седов, Леонид Иванович)‏ (و. 1907 – 1999 م) هو فيزيائي، ورياضياتي، ومخترع من الإمبراطورية الروسية . ولد في روستوف-نا-دونو. وكان عضواً في الأكاديمية الروسية للعلوم، والأكاديمية الفرنسية للعلوم، والأكاديمية الأمريكية للفنون والعلوم .
توفي في موسكو، عن عمر يناهز 92 عاماً.

## التعليم
تعلم في جامعة موسكو الحكومية

## جوائز
حصل على جوائز منها:
- جائزة الاتحاد السوفيتي الحكومية
- وسام شارة الشرف
- وسام العمل الشجاع في الحرب الوطنية العظمى 1941-1945
- ميدالية الاستعراض الذهبية للإنجازات الاقتصادية  [لغات أخرى]‏
- وسام الراية الحمراء من حزب العمال
- بطل العمل الاشتراكي
- نيشان الاستحقاق الوطني في روسيا من الدرجة الرابعة
- وسام لينين
- وسام الاحتفال بالذكرى السنوية الخمسين بعد المائة لموسكو [الإنجليزية]‏.

## روابط خارجية
- ليونيد سيدوف على موقع مونزينجر (الألمانية)